# 重要機械製造事業法
重要機械製造事業法（じゅうようきかいせいぞうじぎょうほう、昭和16年5月3日法律第86号）は、軍事上重要となる機械類の国産化と技術水準の向上を目的に勅令で指定する重要機械の製造事業の許可制、製造事業者間の共同研究や規格協定などを定めていた法律である。
日中戦争期に制定された産業統制法のひとつであり、戦後、石油業法外十三法律廃止法律（昭和20年法律第49号）により廃止された。

## 背景
昭和恐慌を契機として1931年に重要産業統制法が成立、産業統制という政策手法が根付き、また、産業合理化運動や規格標準化運動も活発化の影響も受け、昭和恐慌の収束後も1936年の自動車製造事業法など事業者間協定（カルテル）と補助金の支給を組み合わせた産業統制法の立法が続く。
重要機械製造事業法は、昭和恐慌以降の産業統制法の立法の流れに、日中戦争の長期化を受けた戦時生産体制構築の必要性が合わさる形で1941年に成立した。本法の成立当時も、立法の目的として戦時生産体制の構築の必要性を謳う一方、国内機械工業の発展のために戦後の運用も想定した平時の法であるとも説明していた。
本法の成立当時、高精度で特殊な性能を持つ機械の多くは海外から輸入しており、特に日中戦争の影響によりアメリカからの輸入ができなくなったことが問題となっており、機械の国産化を図る必要が生じ、国産化を達成していた機械についても技術水準の向上が求められていた。
また、自動車製造事業法以降、工作機械製造や造船などの個別の産業統制法が続く中、各産業の共通部品などを横断的に統制する法律が必要であったとする。

## 概要
内容
法律に定める事業を行うものは政府の許可を受けなければならない。ただし勅令または省令で定めた規模以下のものは除く。
勅令で定めた重要機械の製造事業において本法の施行後5年以内にある一定以上の設備または新設したときはその後一定年間、所得税、法人税などを免税とする。
許可された重要機械製造事業者が土地の収用または使用ができる。
事業者相互で技術力や研究について協力する。
機械について部分品または付属品について規格を決めると事業者はこれに従わなければならない。

## 適用される機械
本法の適用品目は施行令において示され、施行令第一条に35種類があげられているが、第二項にて「本法の適用を及ぼす重要機械の範囲は命令をもってこれを定める」としており35品目の一部が施行規則で特に細かくあげられている。
1. ボイラー
2. ボイラー部分品
3. 蒸気タービン（部分品含む）
4. 内燃機関（部分品含む）
5. 水車
6. 電気機器
7. 炭素棒
8. 人造黒鉛刷子
9. 電気通信機器（部分品含む）
10. 蓄電器
11. 水晶振動子
12. 真空管
13. 蓄電池
14. 生産機器
15. 金属工作機械（切削研磨用のもの以外）（部分品含む）
16. 運搬機
17. 汎用水力機
18. 汎用風力機
19. 電気計測器および工業計測機器
20. 精密測定機器、精密工学機器、試験機
21. 統計機
22. 兵器（部分品含む）
23. 鉄道または軌道の車両（部分品含む）
24. 鉄道信号保安装置
25. 軸受（部分品含む）
26. 高圧弁
27. 歯車
28. ねじ
29. 鎖
30. ばね
31. 型打鍛工品
32. 機械用軽合金鋳物
33. 機械用ダイ鋳物
34. 工具
35. 研削砥石車

## 実績
本法に基づいて統計機の国産化のための共同研究が行われたとの記録もあるが、本法の成立と同時期に国家総動員法が大幅に拡充、施行の翌年に商工省も軍需省に再編されたこともあり、資料は乏しい。